# Mario Krohn

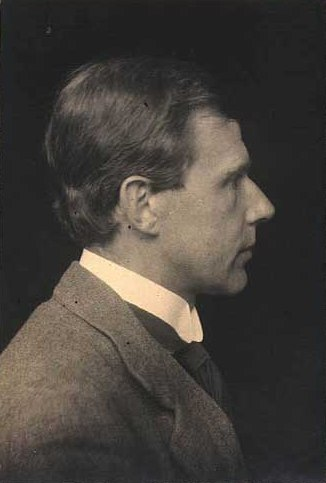
Mario Krohn

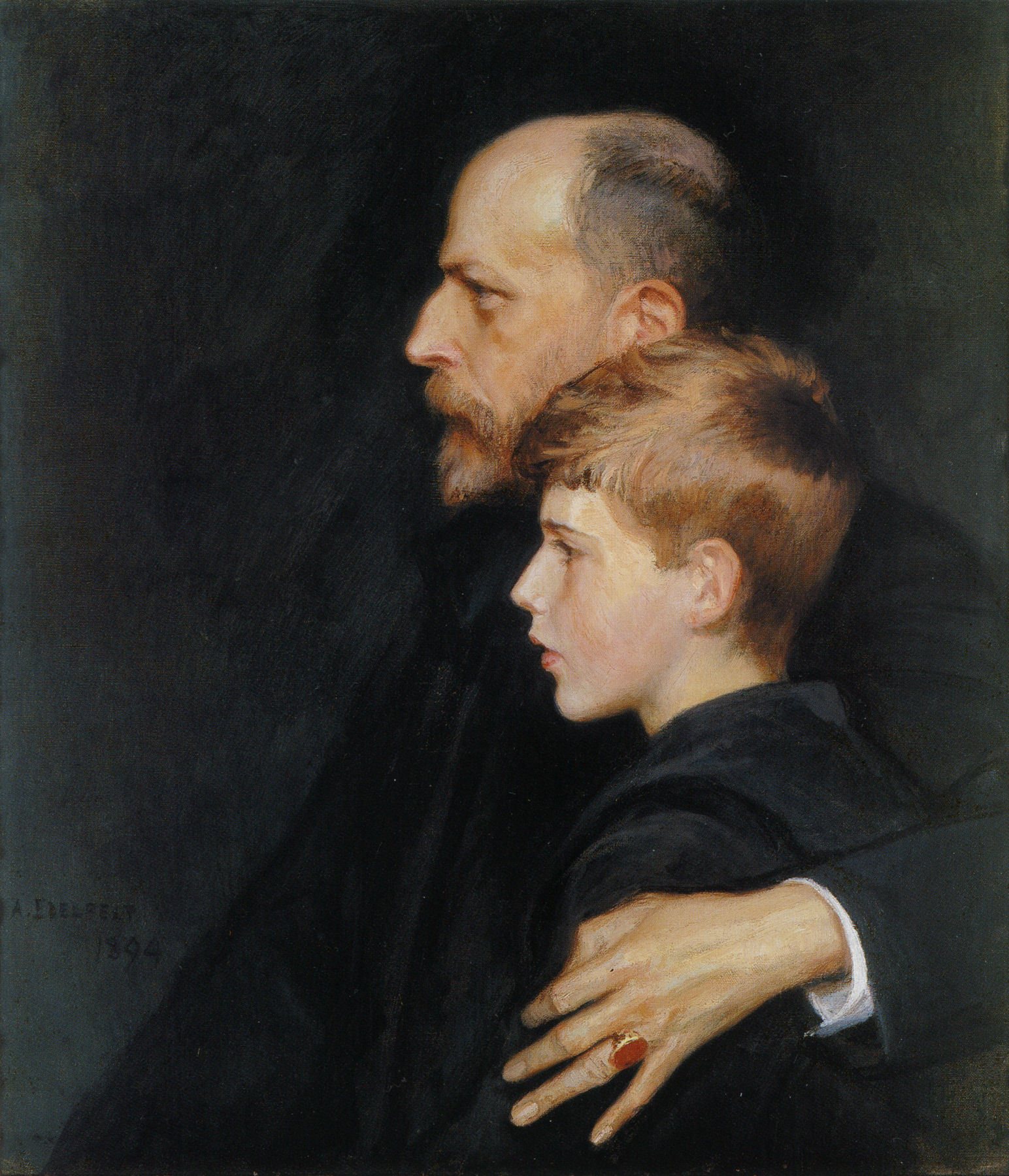
Porträtt av Pietro med sonen Mario målad av Albert Edelfelt 1894.

Mario Krohn, född 18 december 1881 i Köpenhamn, död 8 januari 1922, var en dansk konsthistoriker. Han var son till Pietro Krohn.
Krohn tjänstgjorde först vid Kunstindustrimuseet och därefter vid Kustmuseet i Köpenhamn och var från 1916 chef för Thorvaldsens Museum. Han utgav om fint och skarpsinnigt omdöme vittnande arbeten, varibland märks Italienske Billeder i Danmark (1910) och Maleren Chr. Købkes Arbejder (1915). Efter hans död utkom Frankrikes og Danmarks kunstneriske Forbindelse i det 18. Aarhundrede (2 band, 1922).

### Övriga källor
1. ↑  ”Porträtt av Pietro och Mario Krohn”. Albert Edelfelts brev. Elektronisk brev- och konstutgåva. Maria Vainio-Kurtakko & Henrika Tandefelt & Elisabeth Stubb, Svenska litteratursällskapet i Finland. 2014−2020. https://edelfelt.sls.fi/konstverk/975/portratt-av-pietro-och-mario-krohn/.